# Kami-Amakusa
Kami-Amakusa (上天草市?, Kami-Amakusa-shi) è una città giapponese della prefettura di Kumamoto.